# 日向長井站
日向長井站（日语：／ Hyūga-nagai eki */?）是隸屬九州旅客鐵道日豐本線之車站，位於宮崎縣延岡市，現時為無人車站。
自2018年3月17日時間表修正後，現時只提供上行2班，下行1班的普通列車。車站附近有十多戶民居，但因道路的不連接，有較多民居的東南方地區較難前往車站，令使用人數十分低迷。

## 車站構造
現時為簡易車站模式，不設站房。但地面上仍遺留有舊站房地基的痕跡。出入口位於宮崎縣道219號上，旁邊為長井郵政局。

### 月台
建有側式月台2個，月台之間以行人天橋連接。各月台皆建有以鋼架、磚及鐵皮所建成的半開放式有蓋候車亭。亭內附設候車長櫈。而舊站房的左邊，現時仍保留一座以水泥建成的單層信號控制室。
2號月台後方另有一條側線，現時間中用作保線車輛停泊處，有可能是過往這月台為島式月台，但無法考證。
| 月台 | 路線      | 上下行 | 方向     | 備註                       |
| ---- | --------- | ------ | -------- | -------------------------- |
| 1    | ■日豐本線 | 下行   | 佐伯方向 | 每天兩班，06:21及20:17開出 |
| 2    | ■日豐本線 | 上行   | 延岡方向 | 只開07:16一班              |

## 歷史
- 1922年10月29日：宮崎本線由延岡站伸延至此，設站[3]。
- 1923年7月1日：宮崎本線由本站延伸至市棚站[4]。
- 1962年10月1日：取消貨物提取服務。
- 1972年3月30日：取消手提行李提取服務[5]。並且降格為無人站[6]。
- 1987年4月1日：日本國鐵分割民營化，車站的營運由JR九州繼承。
- 1992年3月末：取消簡易委託化。改由在車站前在住的個人策託，只限中午前的一班下行列車為限，於月台上發售硬式普通乗車劵（只限至延岡）。
- 2017年：

- 9月19日：因颱風泰利的影響，使路線在9月17日起暫停營運，臼杵站至延岡站之間不通，佐伯站至延岡站之間開設代行巴士。
- 9月20日：市棚站至延岡站之間重開。代行巴士停止服務。

- 2022年4月1日：隨宮崎綜合鐵道事業部改組，並且昇格為宮崎支社（日语：九州旅客鉄道宮崎支社），車站管理權由宮崎支社承繼[10]。

## 使用狀況
以下為近年1日平均乘車人次，2016年年度不再有本站的乘車資料。
| 年度   | 1日平均 乗車人員 |
| ------ | ---------------- |
| 1996年 | 16               |
| 1997年 | 13               |
| 1998年 | 13               |
| 1999年 | 13               |
| 2000年 | 9                |
| 2001年 | 8                |
| 2002年 | 9                |
| 2003年 | 5                |
| 2004年 | 6                |
| 2005年 | 5                |
| 2006年 | 6                |
| 2007年 | 5                |
| 2008年 | 8                |
| 2009年 | 8                |
| 2010年 | 9                |
| 2011年 | 6                |
| 2012年 | 7                |
| 2013年 | 6                |
| 2014年 | 6                |
| 2015年 | 3                |

## 相鄰車站
九州旅客鐵道
日豐本線
北川－日向長井－北延岡

## 外部連結
- JR九州日向長井站 （页面存档备份，存于）（日語）